# Victor Kraft
Victor Kraft (Viena, 4 de juliol de 1880 - Viena, 3 de gener de 1975) va ser un filòsof i bibliotecari austríac, conegut per haver estat membre del Cercle de Viena. Kraft va estudiar filosofia, geografia i història a la Universitat de Viena. Va participar en els esdeveniments de la Societat Filosòfica Universitària, així com en cercles privats (especialment amb Oskar Ewald, Otto Weininger i Othmar Spann). Va obtenir en 1903 el seu Ph.D. amb una dissertació anomenada "El coneixement del Món Exterior". Després es va mudar a Berlín a continuar els seus estudis amb els mestres Georg Simmel, Wilhelm Dilthey i Carl Stumpf. Kraft va començar a treballar a la biblioteca universitària en 1912.
El 1914 va completar la seva habilitació sota la guia d'Adolf Stöhr, amb el seu llibre " Weltbegriff und Erkenntnisbegriff " ("El Concepte de Món i el Concepte de Coneixement). Kraft assistia regularment al Cercle de Viena fins a la seva dissolució, i al mateix temps era també membre del cercle de Theodor Gomperz i mantenia contactes amb la perifèria del Cercle de Viena (per exemple, amb Karl Popper). Victor Kraft va rebre el títol de professor associat de filosofia teòrica en 1924.
Després de la invasió nazi a Àustria, Kraft va ser forçat a deixar la seva posició a la biblioteca a causa de l'ascendència jueva de la seva esposa, a més de perdre la seva habilitació com a professor universitari. Kraft va continuar la seva investigació filosòfica amb grans dificultats com " emigrant intern " durant el règim nazi.
Va recuperar el seu lloc a la universitat el 1945, i va esdevenir Generalstaatsbibliothekar (bibliotecari nacional) dos anys després. El 1950 va obtenir el grau de professor a temps complet i co- director de l'escola de filosofia. Es va retirar dels seus treballs a la universitat el 1952, però va seguir amb les seves investigacions i publicant fins a la seva mort.